# Набережније Челни
Набережније Челни (рус. На́бережные Челны) град је у Русији у републици Татарстан. Према попису становништва из 2010. у граду је живело 513.242 становника.
Према неким изворима насеље на месту данашњег града Набержније Челни основано је 1172. године. Статус града добија 1930. године. Име Брежњев (по Леониду Брежњеву) је носио од 1982. до 1988. године.
Камиони Камаз и ЗМА се производе у овом граду.

## Географија
У близини града је Нижњекамско језеро, које се пуни из реке Каме, а из којега и истиче око 4-5 км од Набережних Челних.

### Клима
| Клима Набережнија Челног   | Клима Набережнија Челног | Клима Набережнија Челног | Клима Набережнија Челног | Клима Набережнија Челног | Клима Набережнија Челног | Клима Набережнија Челног | Клима Набережнија Челног | Клима Набережнија Челног | Клима Набережнија Челног | Клима Набережнија Челног | Клима Набережнија Челног | Клима Набережнија Челног | Клима Набережнија Челног |
| Показатељ \ Месец          | .Јан.                    | .Феб.                    | .Мар.                    | .Апр.                    | .Мај.                    | .Јун.                    | .Јул.                    | .Авг.                    | .Сеп.                    | .Окт.                    | .Нов.                    | .Дец.                    | .Год.                    |
| -------------------------- | ------------------------ | ------------------------ | ------------------------ | ------------------------ | ------------------------ | ------------------------ | ------------------------ | ------------------------ | ------------------------ | ------------------------ | ------------------------ | ------------------------ | ------------------------ |
| Средњи максимум, °C (°F)   | −11 (12)                 | −9 (16)                  | −2 (28)                  | 8 (46)                   | 19 (66)                  | 22 (72)                  | 25 (77)                  | 23 (73)                  | 16 (61)                  | 6 (43)                   | −2 (28)                  | −7 (19)                  | 7 (45)                   |
| Средњи минимум, °C (°F)    | −17 (1)                  | −16 (3)                  | −9 (16)                  | −1 (30)                  | 8 (46)                   | 12 (54)                  | 14 (57)                  | 12 (54)                  | 7 (45)                   | 1 (34)                   | −6 (21)                  | −12 (10)                 | −1 (30)                  |
| Количина падавина, mm (in) | 40 (15,7)                | 40 (15,7)                | 30 (11,8)                | 35 (13,8)                | 50 (19,7)                | 55 (21,7)                | 45 (17,7)                | 50 (19,7)                | 50 (19,7)                | 60 (23,6)                | 50 (19,7)                | 50 (19,7)                | 555 (218,5)              |
| Извор: Туристички портал   |                          |                          |                          |                          |                          |                          |                          |                          |                          |                          |                          |                          |                          |

## Становништво
Према прелиминарним подацима са пописа, у граду је 2010. живело 513.242 становника, 3.372 (0,66%) више него 2002.
| 1939. | 1959.  | 1970.  | 1979.   | 1989.   | 2002.   | 2010.   |
| ----- | ------ | ------ | ------- | ------- | ------- | ------- |
| 9.295 | 19.103 | 37.925 | 301.381 | 500.309 | 509.870 | 513.193 |

## Партнерски градови
- Љаоченг